# Eduardo de Castro
Marvin Edward Gardner, connu sous le pseudonyme de Eduardo de Castro, était un acteur et réalisateur philippin.

## Biographie
Marvin Edward Gardner est né en 1907 à Manille dans le quartier de Sampaloc, Manila (en) d'un père policier (William Henry Gardner) et de Ceferina de Castro. Son père avait combattu dans la guerre américano-philippine, puis avait décidé de rester et était devenu policier, offrant à ses enfants de vivre juste à côté du poste de police qui contenait une cellule. Avant de commencer sa carrière dans le cinéma, Eduardo de Castro fut un marin dans les années 1920.
Après avoir été acteur dans des films dont beaucoup sont aujourd'hui considérés comme perdus (exception faite de Brides of Sulu), Eduardo de Castro se mit aussi à la réalisation, et dirigea en 1937 l'une des premières grosses productions du cinéma philippin, Zamboanga (film) (en) : produit par des Américains, utilisant les prises de vues sous-marines, filmé à Jolo en tausug, tagalog et anglais, monté à Hollywood, il était destiné à une audience internationale et fut projeté à San Diego en décembre 1937.
Pendant la Seconde Guerre mondiale, lorsque les Japonais arrivèrent, il vivait avec l'actrice Mona Lisa (actress) (en), avec qui il préparait un film, Princesa Urduja, mais l'occupant confisqua tout le matériel du film. Il combattit ensuite les Japonais, mais fut capturé et fut emprisonné à Fort Santiago. Il eut du mal à se remettre de sa détention et mourut 10 ans plus tard.

## Filmographie
- Zamboanga (film) (en)
- Perilous Paradise, un documentaire dont il est probablement le réalisateur[8]